# Cerotainia
Cerotainia is een vliegengeslacht uit de familie van de roofvliegen (Asilidae).

## Soorten
- C. albibarbis (Curran, 1930)
- C. albipilosa Curran, 1930
- C. argyropasta Hermann, 1921
- C. argyropus Schiner, 1868
- C. argyropyga Hermann, 1912
- C. atrata Jones, 1907
- C. aurata Schiner, 1868
- C. bella Schiner, 1867
- C. bolivarii Kaletta, 1986
- C. brasiliensis Schiner, 1867
- C. camposi Curran, 1934
- C. clavijoi Kaletta, 1986
- C. dasythrix Hermann, 1912
- C. debilis Hermann, 1912
- C. dubia Bigot, 1878
- C. feminea Curran, 1930
- C. flavipes Hermann, 1912
- C. gerulewiczii Kaletta, 1986
- C. jamaicensis Johnson, 1919
- C. jolyi Kaletta, 1986
- C. leonina Hermann, 1912
- C. longimana (Hermann, 1912)

- C. lynchii (Williston, 1889)
- C. macrocera (Say, 1823)
- C. marginata Hermann, 1912
- C. melanosoma Scarbrough & Knutson, 1989
- C. minima Curran, 1930
- C. nigra Bigot, 1878
- C. nigripennis (Bellardi, 1861)
- C. ornatipes James, 1953
- C. propinqua Schiner, 1868
- C. rhopalocera Lynch Arribálzaga, 1882
- C. sarae Rueda, 1998
- C. sola Scarbrough & Perez-Gelabert, 2006
- C. unicolor Hermann, 1912
- C. violaceithorax Lynch Arribálzaga, 1880
- C. willistoni Curran, 1930
- C. xanthoptera (Wiedemann, 1828)